# Gaggi
Gaggi (até 1939 Kaggi) é uma comuna italiana da região da Sicília, província de Messina, com cerca de 2.692 habitantes. Estende-se por uma área de 7 km², tendo uma densidade populacional de 385 hab/km². Faz fronteira com Castelmola, Castiglione di Sicilia (CT), Graniti, Mongiuffi Melia, Taormina.

## Demografia
| Variação demográfica do município entre 1861 e 2011                               |
|                                                                                   |
| Fonte: Istituto Nazionale di Statistica (ISTAT) - Elaboração gráfica da Wikipedia |